# Tmarus peruvianus
Tmarus peruvianus là một loài nhện trong họ Thomisidae.
Loài này thuộc chi Tmarus. Tmarus peruvianus được Lucien Berland miêu tả khoa học lần đầu tiên năm 1913.